# Gibbon Magnusson
Gibbon Magnusson ou Gillebride des Orcades (anglais: Gilbert)  mort en 1256. Comte des Orcades et comte de la moitié du Caithness de 1239 à 1256.

## Origine
Gilbert ou Gibbon est le fils et successeur de Magnus d’Angus comte des Orcades. Sous son règne, la puissance du royaume d’Écosse et celle du roi Håkon IV de Norvège progressent mais il réussit à maintenir sa souveraineté sur les Orcades.
Au Caithness, il doit faire face à une prétendante Joanna de Strathnaver, épouse de Freskyn de Moravia, à l’ascendance mal assurée, mais qui reçoit la moitié du comté 
La mort de Gibbon Magnusson est relevée en 1256 par les « Annales d’Islande » 

## Postérité
Le comte Gibbon laisse deux enfants :
- Magnus (III) Gibbonsson
- Maud épouse de Malise ou Maol Íosa II 5e comte de Straheran